# Ascidia
Ascidia är ett släkte av sjöpungar som beskrevs av Carl von Linné 1767. Ascidia ingår i familjen Ascidiidae.

## Bildgalleri

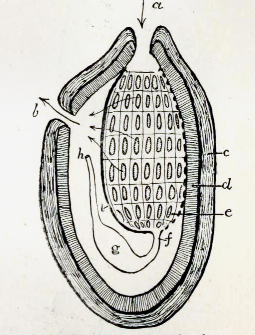

## Dottertaxa tillAscidia, i alfabetisk ordning[1][2]
- Ascidia ahodori
- Ascidia alisea
- Ascidia alterna
- Ascidia archaia
- Ascidia aspera
- Ascidia austera
- Ascidia aximensis
- Ascidia azurea
- Ascidia bathybia
- Ascidia bifissa
- Ascidia callosa
- Ascidia canaliculata
- Ascidia capillata
- Ascidia caudata
- Ascidia celtica
- Ascidia ceratodes
- Ascidia challengeri
- Ascidia clementea
- Ascidia columbiana
- Ascidia conchilega
- Ascidia corelloides
- Ascidia correi
- Ascidia curvata
- Ascidia decepta
- Ascidia depressiuscula
- Ascidia dijmphniana
- Ascidia empheres
- Ascidia fictile
- Ascidia fusca
- Ascidia gemmata
- Ascidia glabra
- Ascidia iberica
- Ascidia incrassata
- Ascidia interrupta
- Ascidia involuta
- Ascidia kreagra
- Ascidia kuneides
- Ascidia lagena
- Ascidia latesiphonica
- Ascidia liberata
- Ascidia limpida
- Ascidia malaca
- Ascidia matoya
- Ascidia mediterranean
- Ascidia melanostoma
- Ascidia mentula
- Ascidia meridionalis
- Ascidia molguloides
- Ascidia munda
- Ascidia muricata
- Ascidia nerea
- Ascidia nigra
- Ascidia obliqua
- Ascidia occidentalis
- Ascidia ornata
- Ascidia pacifica
- Ascidia parasamea
- Ascidia paratropa
- Ascidia perfluxa
- Ascidia polytrema
- Ascidia prolata
- Ascidia prunum
- Ascidia retinens
- Ascidia retrosipho
- Ascidia saccula
- Ascidia salvatoris
- Ascidia samea
- Ascidia scaevola
- Ascidia spinosa
- Ascidia stewartensis
- Ascidia sydneiensis
- Ascidia tapuni
- Ascidia thompsoni
- Ascidia translucida
- Ascidia tricuspis
- Ascidia tritonis
- Ascidia trunca
- Ascidia unalaskensis
- Ascidia urnalia
- Ascidia vermiformis
- Ascidia willeyi
- Ascidia virginea
- Ascidia zara